# 조시 전기철도선
조시 전기 철도선(일본어: 銚子電気鉄道線)은 조시 전기 철도의 유일한 철도 노선이다. 지바현 조시시에 위치한 조시역과 도카와 역을 잇는다.

## 운행 형태
조시 역과 도카와 역을 왕복 운행하며 다른 노선과 직결 운행을 하지 않는다.

## 차량
조시 전기 철도#차량 참조.

## 역 목록
| 역 이름          | 일본어 이름 | 영업 거리 (km) | 접속 노선                 | 소재지 | 소재지 |
| ---------------- | ----------- | -------------- | ------------------------- | ------ | ------ |
| 조시             | 銚子        | 0.0            | 동일본 여객철도 소부 본선 | 지바현 | 조시시 |
| 나카노초         | 仲ノ町      | 0.5            |                           | 지바현 | 조시시 |
| 간논             | 観音        | 1.1            |                           | 지바현 | 조시시 |
| 모토초시         | 本銚子      | 1.8            |                           | 지바현 | 조시시 |
| 가사가미쿠로하에 | 笠上黒生    | 2.7            |                           | 지바현 | 조시시 |
| 니시아시카지마   | 西海鹿島    | 3.2            |                           | 지바현 | 조시시 |
| 아시카지마       | 海鹿島      | 3.6            |                           | 지바현 | 조시시 |
| 기미가하마       | 君ヶ浜      | 4.7            |                           | 지바현 | 조시시 |
| 이누보           | 犬吠        | 5.5            |                           | 지바현 | 조시시 |
| 도카와           | 外川        | 6.4            |                           | 지바현 | 조시시 |